# Johan Herman Wessel
Johan Herman Wessel (ur. 6 października 1742 w Vesby, Akershus – zm. 29 grudnia 1785 w Kopenhadze) – poeta norwesko-duński, autor komedii, bajek i satyr, jeden z przedstawicieli literackiego Oświecenia w Skandynawii.
Był synem pastora, bratem naukowca (matematyka) Caspara Wessela. Większość życia spędził w Kopenhadze, dokąd rodzice wysłali go na studia. Johan nie przystąpił jednak do żadnych egzaminów. Utrzymywał się z udzielania korepetycji, redagowania czasopisma Votre Serviteur otiosis i pisania sztuk teatralnych. Od 1772 r. należał do Det Norske Selskab, stowarzyszenia studentów Uniwersytetu Kopenhaskiego pochodzących z Norwegii. Stowarzyszenie to miało charakter salonu literacko-towarzyskiego. Jego członkowie spotykali się w jednej z kawiarń w Kopenhadze, by dyskutować o polityce, filozofii, sztuce i prezentować innym swoje utwory.

## Najważniejsze dzieła Johana Wessela
komedia Kierliged uden Strømper – 'Miłość bez pończoch' (1772) – parodia popularnych w XVIII w. pseudoklasycystycznych tragedii, pisana przesadnym stylem heroicznym, wystawiana do dzisiaj;
komedia Anno 7603 – 'Rok 7603' (1781) – przygody Leandra i Julii magicznie przeniesionych w odległą przyszłość, w której mężczyźni zajmują się wyłącznie domem, a kobiety służą w wojsku;
satyra Smeden og Bageren – 'Kowal i piekarz' (wyd. 1784 – 1785) – jej bohaterami są mieszkańcy pewnego miasteczka, którzy skazują na śmierć piekarza zamiast prawdziwego przestępcy czyli kowala, ponieważ piekarzy jest dwóch, a kowal tylko jeden;
satyra Herrmanden – 'Giermek' (wyd. 1784 – 1785) – zmarły bogacz trafia do piekła, gdzie dowiaduje się, że nie jest ojcem syna swojej żony, a prawdziwym ojcem młodzieńca jest tytułowy giermek;
poemat heroikomiczny Hundermordet – 'Pies morderca' (wyd. 1784 – 1785) o wieloletnim, zajadłym konflikcie między sąsiadami.